# Михалкове (Дністровський район)
Миха́лків, Миха́лково (офіційно "Михалкове") — село у Сокирянській міській громаді Дністровського району Чернівецької області України.

## Географія
Розташоване за 22 км від центру громади. До найближчої залізничної станції Романківці — 9 км.

## Історія
В околицях села виявлено рештки 2 поселень трипільської культури (ІІІ тисячоліття до н. е.) одного доби раннього заліза (І тисячоліття до н. е.) та 2 черняхівської культури. (ІІ-ІУ століття н. е.). 
Село вперше згадується у 1620 році.
За даними на 1859 рік у власницькому селі Хотинського повіту Бессарабської губернії, мешкало 868 осіб (428 чоловічої статі та 440 — жіночої), налічувалось 145 дворових господарств, існували православна церква, поромна переправа.
Станом на 1886 рік у власницькому селі Секурянської волості, мешкало 934 особи, налічувалось 164 дворових господарства, існувала православна церква.
У березні 1913 року в Михалкові відбулися заворушення селян. Його мешканці брали участь у Хотинському повстанні 1919 року проти румунсько-боярських окупантів. 
Боронити свою Батьківщину в роки Німецько-радянської війни пішли близько 100 жителів села, 54 з них загинули, їх імена викарбувані на пам'ятнику-обеліску, який споруджено в центрі Михалкова.
З 1991 року в складі незалежної України.

## Відомі уродженці села Михалків
- Брозинський Михайло Федорович (29.10.1947). — Член Національної спілки журналістів України. Почесний громадянин с. Михалків.
- Банчук Микола Васильович (22.09.1959) — Український прокурор. З 27 лютого 2014 р. — заступник генерального прокурора України.
- Жук Микола Васильович (30.01.1961) — Український економіст, доктор економічних наук.
- Місюрко Микола Степанович (1954) — головний лікар Сокирянської центральної районної лікарні (з 2003 р.). У 1982 р. закінчив Чернівецький державний медичний інститут.
- Сандуляк Семен Григорович (25.11.1927) — новатор сільськогосподарського виробництва. Кавалер орденів: Жовтневої революції (1971), Леніна (1977).
- Чижевський Борис Григорович — Кандидат педагогічних наук. Працював у Міністерстві освіт та зав. секретаріату Комітету з питань науки і освіти у Верховній Раді України.

## Померли від голоду у 1947 році
За даними «Національної книги пам'яті жертв голодоморів 1932—1933, 1946—1947 років в Україні. Чернівецька область», у селі Михалків від дистрофії померло 77 людей.
- 1. Агупай Іван Васильович
- 2. Бандуряк Василь Петрович
- 3. Банчук Ганна Федорівна
- 4. Банчук Григорій Федорович
- 5. Банчук Микола Михайлович
- 6. Банчук Ольга Федорівна
- 7. Банчук Ольга Федорівна
- 8. Банчук Юхим Федорович
- 9. Березан Надія Іванівна
- 10.Бандурен Варвара Василівна
- 11.Боднар Василь Петрович
- 12.Борденюк Софія Остапівна
- 13.Бучка Юхим Федорович
- 14.Гончар Ганна Василівна
- 15.Гринько Євдокія Арсенівна
- 16.Гринько Микола Семенович
- 17.Гуйван Іван Миколайович
- 18.Гуйда Георгій Васильович
- 19.Гуйда Єлизавета Степанівна
- 20.Гуйда Мотрона Григорівна
- 21.Гуйда Федір Васильович
- 22.Гуйчук Марія Гигорівна
- 23.Друк Антон Іванович
- 24.Дущак Василь Артемович
- 25.Жарюк Тимофій Григорович
- 26.Жук Марія Іванівна
- 27.Жук Петро Іванович
- 28.Жук Семен Савовмч
- 29.Заболотна Марія Іванівна
- 30.Заболотний Василь Федорович
- 31.Заболотний Іван Гргорович
- 32.Іванішина Антоніна Дмитрівна
- 33.Ковбасюк Іван Васильович
- 34.Ковбасюк Надія Петрівна
- 35.Коханюк Іван Георгійович
- 36.Кумань Гафина Олександрівна
- 37.Кумань Ксенія Никифорівна
- 38.Кумань Михайло Іванович
- 39.Кумань Надія Іванівна
- 40.Кушнір Георгій Федорович
- 41.Мартинюк Марія Федорівна
- 42.Мартинюк Ольга Федорівна
- 43.Мартинюк Іван Фомич
- 44.Мельник Василь Михайлович
- 45.Мельник Зінаїда Михайлівна
- 46.Мельник Федір Михайлович
- 47.Місюрка Антоніна
- 48.Місюрка Олесандра Лукеріївна
- 49.Нараєвська Ольга Павлівна
- 50.Петришин Петро Онисійович
- 51.Петришин Христина Іванівна
- 52.Петришина Ксенія Іванівна
- 53.Равловська Ганна Андріївна
- 54.Равлдовський Андрій Гаврилович
- 55. Равловський Василь Павлдович
- 56.Равловський Микола Михайлович
- 57.Радевич Авксентій Васильович
- 58.Радевич Григорій Іванович
- 59.Радевич Григорій Федорович
- 60.Рибак Никифор Захарович
- 61.Романюк Іван Георгійович
- 62.Романюк Михайло Васильович
- 63.Романюк Михайло Федорович
- 64.Сандуляк Василь Миколайович
- 65.Сливка Катерина Михайлівна
- 66.Сливка Олексій Семенович
- 67.Тартуз Михайло Григорович
- 68.Ткач Василь Григорович
- 69.Ткач Ксенія Григорівна
- 70.Ткач Микола Олесійович
- 71.Ткач Павло Григорович
- 72.Ткач Федір Дем'янович
- 73.Ткач Гафина Василівна
- 74.Трач Гафина Василівна
- 75.Череватий Михайло Опанасович
- 76.Щаслива Юхимія Антонівна
- 77.Ясинський Микола Йосипович.